# Lancia Ypsilon (846)
| Sterne im Euro NCAP-Crashtest (2015) | 2 Sterne im Euro-NCAP-Crashtest |

Der Lancia Ypsilon (Typ 846), bzw. in einigen Ländern Lancia New Ypsilon genannt, ist ein Kleinwagen des italienischen Automobilherstellers Lancia.
Das Fahrzeug ist der Nachfolger des gleichnamigen Lancia Ypsilon und wurde im März 2011 auf dem 81. Genfer Auto-Salon präsentiert. Es wurde ab Juni 2011 in Europa bzw. ab 2. Juli 2011 in Deutschland verkauft. Ab September 2011 wurde der Wagen zudem in Großbritannien und Irland unter der Marke Chrysler verkauft. Parallel dazu wurde der dreitürige Vorgänger weiterhin gebaut und in einigen europäischen Ländern vertrieben.
Ende April 2017 stoppte Lancia den Verkauf des Fahrzeugs außerhalb Italiens.

## Allgemeines
Mit der Einführung der ersten Baureihe (damals noch als Y10) im Frühsommer 1985 hat Lancia das Segment der Luxus-/Lifestyle-Kleinwagen begründet. Nachdem alle bisherigen Ypsilon-Modelle bis 2011 ausschließlich mit drei Türen gebaut wurden, wird der neue Ypsilon (intern: Typ 846) nur noch als Fünftürer angeboten. Die hinteren Türen wurden optisch kaschiert durch die Positionierung der Griffe am Ende des Fensterbandes, das markant nach hinten ansteigt.
Der New Ypsilon erhielt den neuen Kühlergrill, mit horizontalen, in der Mitte eine verjüngten Streben. Entworfen wurde der Ypsilon der vierten Generation im Centro Stile Lancia und folgte der mit dem Delta III eingeführten Formensprache.

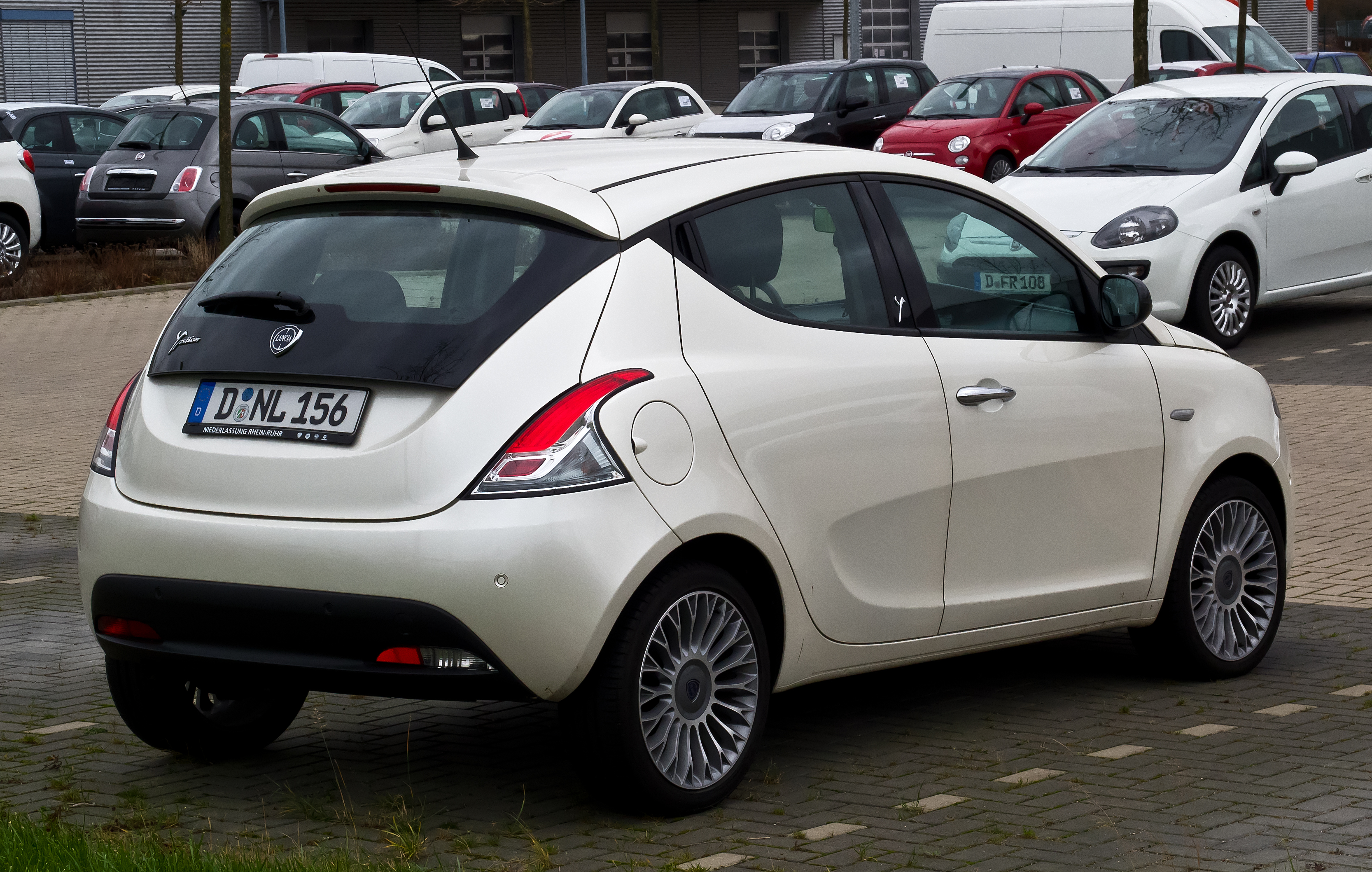
Heckansicht
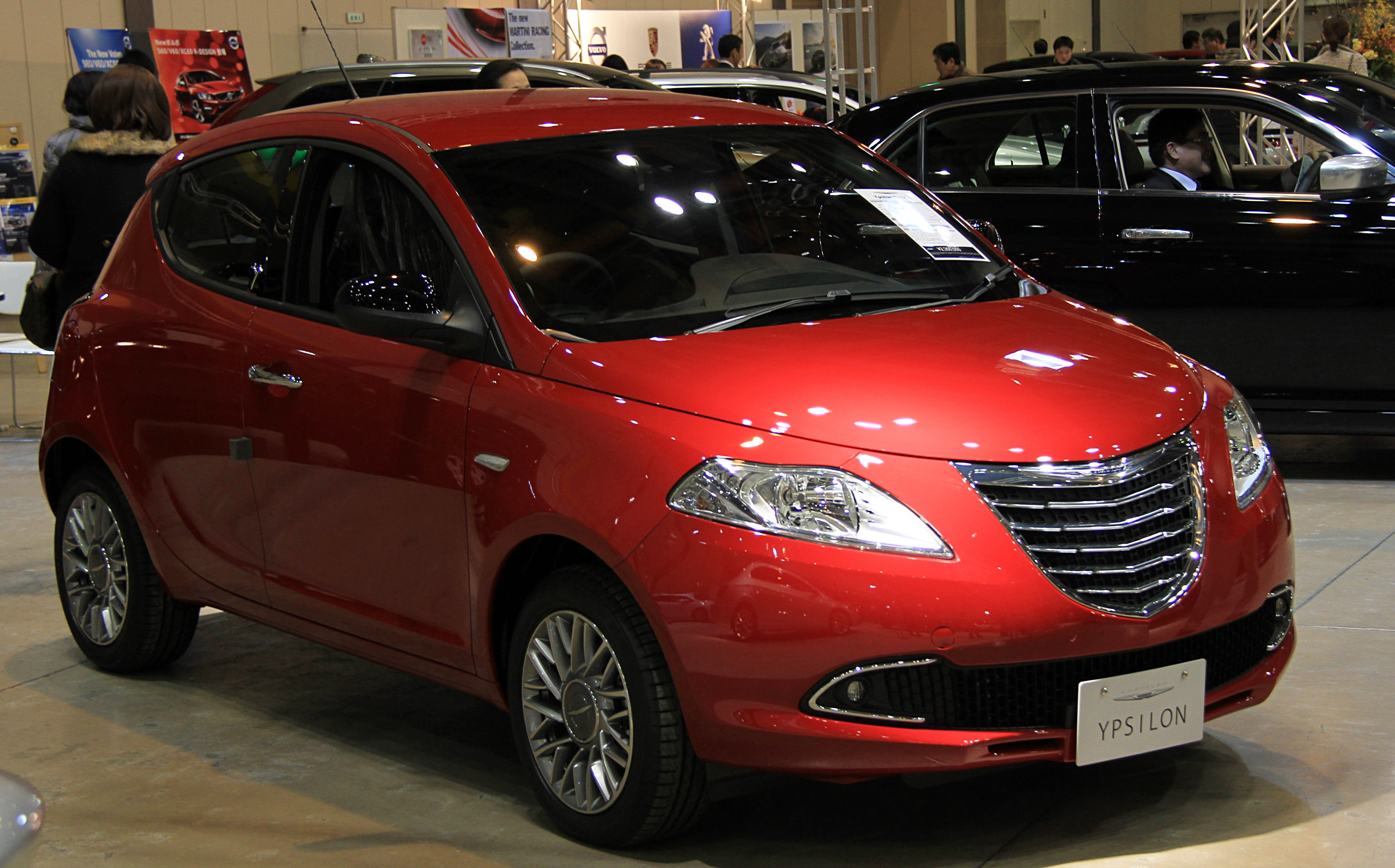
Chrysler Ypsilon (2011–2017)
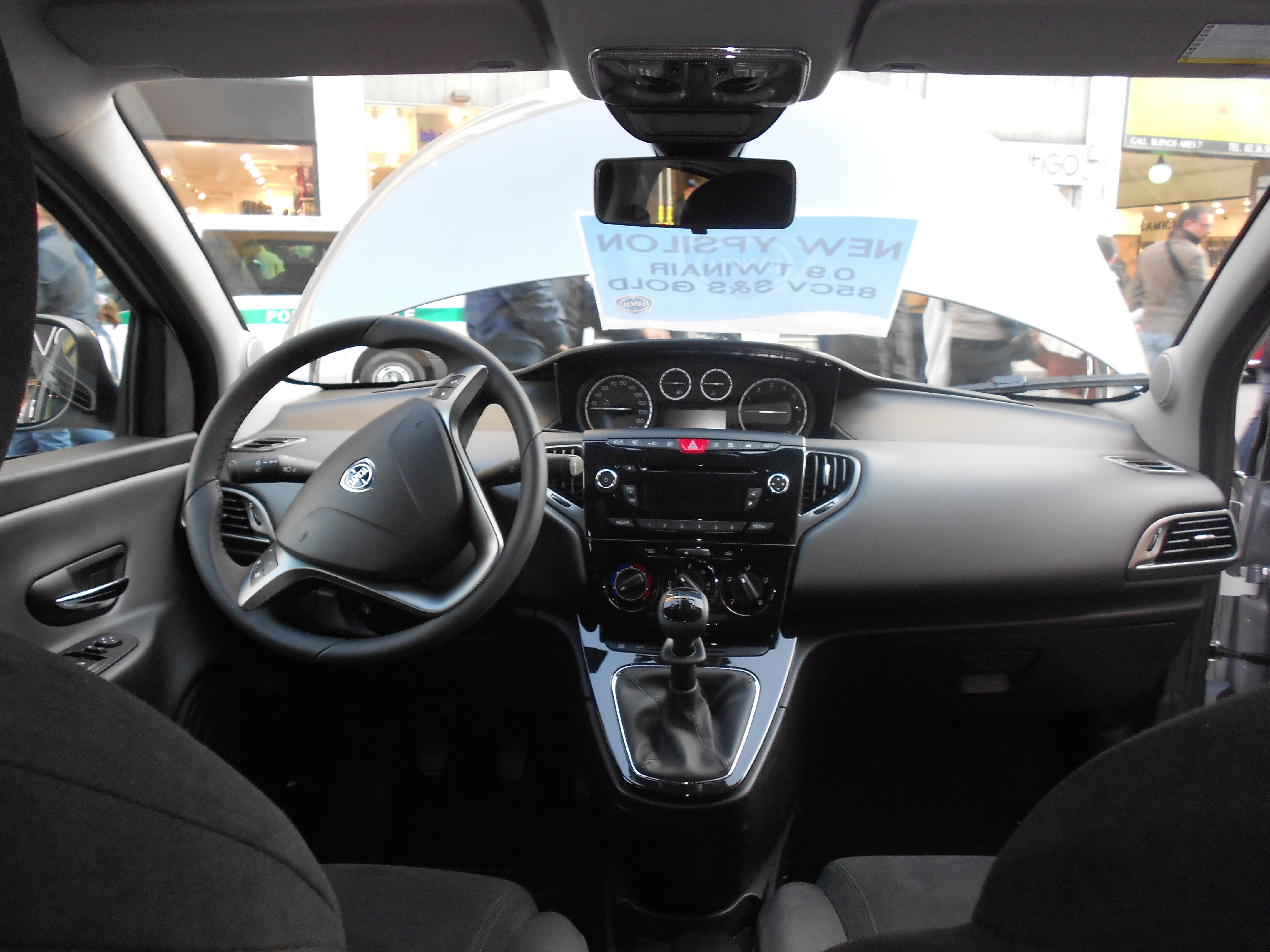
Innenraum

Es wurden 16 verschiedene Lackierungen angeboten, darunter vier Bi-Colore-Lackierungen. Hierbei wurden die Motorhaube, das Dach und der Spoileransatz an der Heckklappe in einem anderen Farbton lackiert als die restliche Karosserie. Das Fahrzeug wurde gegenüber dem Vorgänger um drei Zentimeter länger (3,84 m), um einen Zentimeter niedriger (1,52 m) und um knapp zwei Zentimeter schmäler (1,68 m). Der Radstand blieb unverändert.
Der Ypsilon hat LED-Rückleuchten sowie Tagfahrlicht an der Front. Optional sind Bi-Xenon-Scheinwerfer mit Scheinwerferwaschanlage erhältlich. Eine Neuheit stellt das Smart-Fuel-System dar, wodurch das Verschrauben des Tankdeckels überflüssig wird. Durch Einhängen oder Herausziehen der Zapfpistole wird der Tank automatisch geöffnet und geschlossen.

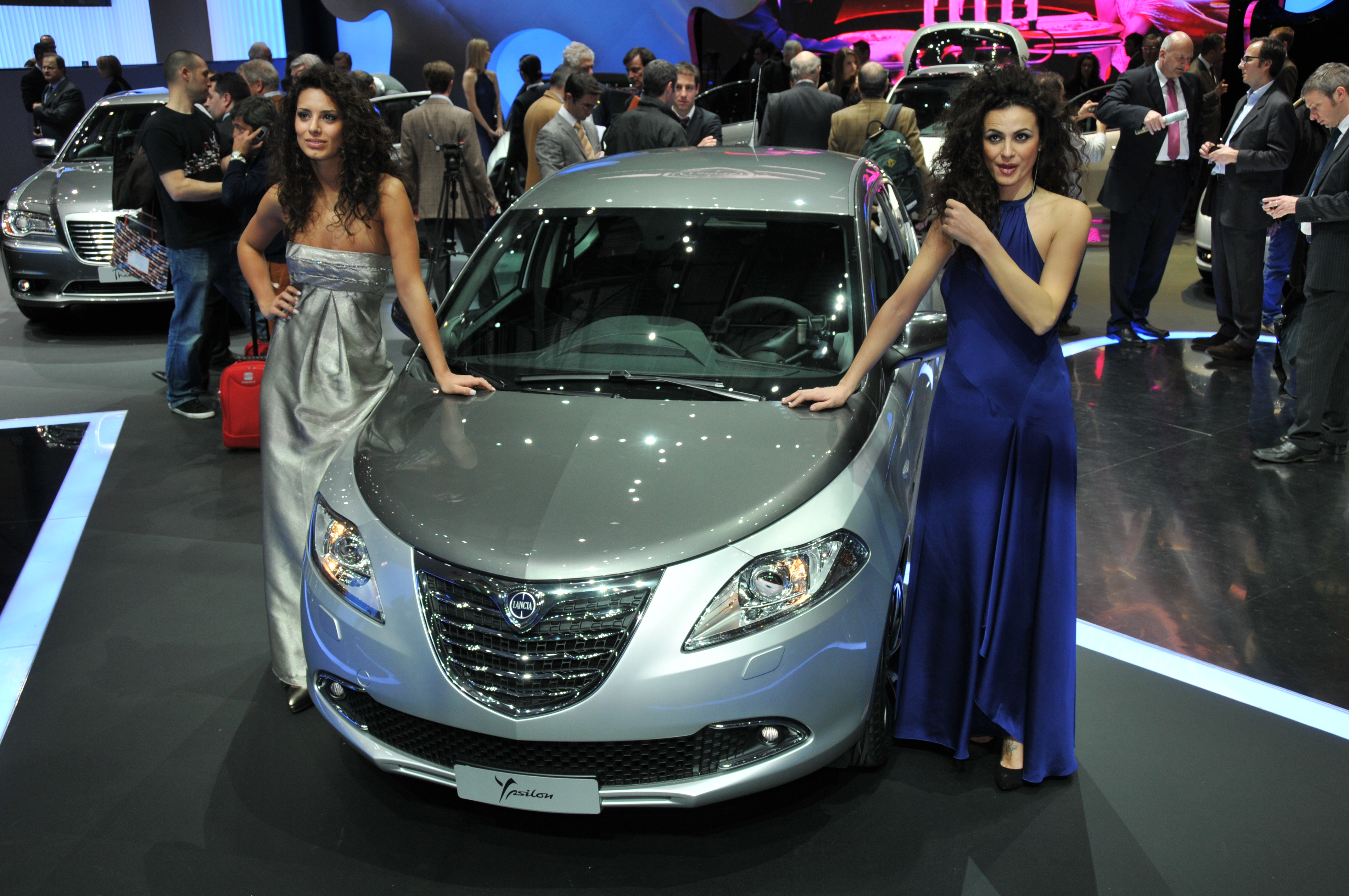
Lancia Ypsilon mit Bi-Colore-Lackierung

## Modellpflege

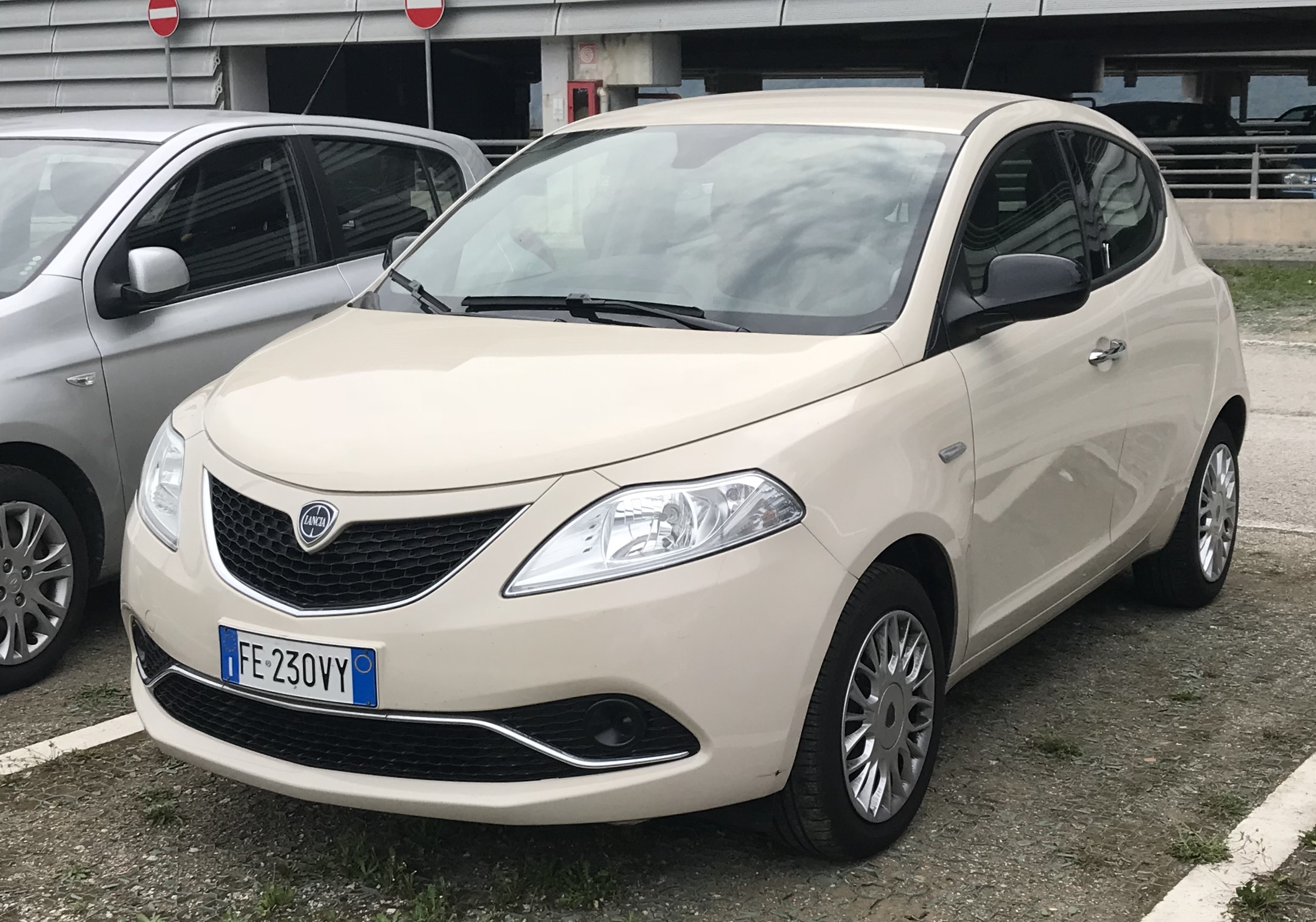
Lancia Ypsilon (2016–2024)

Ende 2011 wurde die Motorenpalette unter dem Namen Ypsilon Ecochic um eine Variante des 1,2-Liter-Motors ergänzt, die auch mit Autogas betrieben werden kann.
Ein Jahr später nahm der Hersteller eine CNG-betriebene Variante des 0,9-Liter-Antriebs in sein Angebot auf.
Auf der IAA 2015 stellte Lancia ein Facelift für den Ypsilon vor. Dieses umfasst neben einer Überarbeitung des Frontdesigns eine veränderte Innenraumgestaltung. Zudem wurden zwei neue Farbtöne und das bis dahin nicht im Ypsilon erhältliche Uconnect-Infotainment-System eingeführt.
Anfang 2023 wurde für das letzte Modelljahr ein weiteres Facelift vorgestellt, das vor allem die Ausstattung erweitert. Neben einer induktiven Ladeschale für Smartphones, einem sieben Zoll großem Infotainment-System mit Touchscreen inkl. Apple Carplay- und Android Auto-Integration waren nun eine Rückfahrkamera, der neue Farbton Verde Rugiada sowie blaue Zierleisten im Innenraum und Sitzbezüge aus Recycling-Kunststoffen verfügbar.

## Innenraum
Die Gestaltung des Armaturenbretts orientiert sich am Vorgänger. In der Mitte des Armaturenbretts wurden die Instrumente angeordnet. Direkt unterhalb des Radios und der Bedienungselemente für die Heizung oder Klimatisierung ist der Schalthebel in der Mitte des Armaturenträgers montiert und damit höher als sonst üblich.
Die Sitze können mit Stoff, Mikrofaser „Castiglio“ oder einer Stoff-/Leder-Kombination bezogen sein. Abhängig von der Ausstattung und den Sitzbezügen sind stellenweise auch die Türverkleidungen mit Kunstleder oder Naturseide bespannt. In dieser Fahrzeugklasse einmalig dürfte es sein, dass auch ein Teil des Armaturenbretts mit Textil oder Kunstleder bezogen ist. Es gibt wahlweise eine Rücksitzbank mit zwei Sitzplätzen, die sich im Verhältnis 50:50 umklappen lässt, oder eine dreisitzige Bank, die sich im Verhältnis 60:40 umlegen lässt.

## Ausstattung
Die Ausstattung des Ypsilon ist für diese Fahrzeugklasse umfangreich. Es gibt u. a. Klimaautomatik, Nebelscheinwerfer, Tempomat, Tripcomputer, Lederlenkrad mit Multifunktionstasten, Audioanlage mit Radio und MP3/CD-Player, „Blue&Me“-System mit Sprachsteuerung, Licht- und Regensensor, Parksensoren hinten und diverse 15- oder 16-Zoll-Leichtmetallräder, teilweise auch in Bi-Colore-Ausführung. Außerdem gibt es ein sogenanntes 360° Soundsystem mit 500 Watt, ein Navigationssystem „Blue&Me-TomTom2“ und einen halbautomatischen Einparkassistenten „Magic Parking“.
Für den Ypsilon ist ein groß dimensioniertes Glasschiebedach „Granluce“ erhältlich. Dieses Schiebedach nimmt nahezu 70 Prozent des Dachhimmels ein und besteht aus zwei Glaspaneelen (einem festen und einem beweglichen) und zwei Sonnenrollos, die voneinander unabhängig in Richtung Dachmitte gleiten.
Es wurden drei Ausstattungslinien (Silver, Gold und Platinum) sowie wechselnde Sondermodelle angeboten.

## Sicherheit
Serienmäßig wurde der Lancia Ypsilon mit sechs Airbags (Fahrer-/Beifahrerairbag und jeweils zwei Seiten- und Kopfairbags) geliefert. ABS mit elektronischem Bremskraftverteiler (EBD) sowie ein elektronisches Stabilitätsprogramm (ESC) mit Bremsassistent, Berganfahrhilfe, ASR und MSR war ebenfalls serienmäßig. Das Fahrzeug hat außerdem Kopfstützen an allen Sitzplätzen (an den Vordersitzen sind sie zudem aktiv), Kindersitzbefestigung (Isofix), Sicherheitspedale und -lenksäule, Fire-Prevention-System, ausschließlich 3-Punkt-Sicherheitsgurte (vorne mit Gurtstraffern, Gurtkraftbegrenzern und akustischem Warnsignal bei nichtangelegtem Gurt), Kindersicherung in den hinteren Türen und eine elektronische Wegfahrsperre.

## Technik und Motoren
Die Bodengruppe ist mit der des zwischen 2007 und 2024 gebauten Fiat 500 verwandt. Außer einem Schaltgetriebe gab es in Kombination mit dem 0.9 TwinAir-Motor ein Automatikgetriebe mit fünf Stufen. Dieses sogenannte DFN-Getriebe (DFN für Dolce Far Niente, zu Deutsch: das süße Nichtstun) ist ein automatisiertes Schaltgetriebe, also ein herkömmliches Schaltgetriebe, bei dem ein Aggregat die Kupplung betätigt und ein weiteres Aggregat die Gänge einlegt, gesteuert von einer Steuerungselektronik. Ein Kupplungspedal gibt es in diesem Fall nicht. Das Getriebe verbindet den Wirkungsgrad eines Schaltgetriebes mit den Vorzügen einer Getriebeautomatik.
Alle Otto- und Dieselmotoren sind im Ypsilon serienmäßig mit einem Start&Stopp-System ausgerüstet und darüber hinaus mit einer Schaltpunktanzeige versehen.

### Ottomotoren
- 1.2 8V, 51 kW (69 PS), 2011–2024 (ab 2012 auch mit Autogas)
- 0.9 TwinAir 8V, 63 kW (85 PS), 2011–2022 (ab 2013 auch mit Erdgas)
- 1.0 Mild-Hybrid, 51 kW (70 PS), 2020–2024

Zum Verkaufsstart wurden zwei Ottomotoren angeboten, nämlich der 1.2 8V und der 0.9 TwinAir 8V genannte Zweizylinder-Motor. Alle Motoren erfüllen die Euro-5-Abgasnorm.

### Dieselmotor
- 1.3 Multijet II 16V, 70 kW (95 PS), 2011 bis 2018

Ebenfalls zur Markteinführung kam der 1.3 Multijet 16V mit 70 kW (95 PS) in das Programm, der ebenfalls die Euro-5-Abgasnorm erfüllt. Dieser Dieselmotor erreicht einen kombinierten Verbrauch von 3,8 l/(100 km) (99 g/km CO2-Ausstoß) unter Einsatz des Start&Stopp-Systems.

## Technische Daten
| Lancia Ypsilon 846                               | | | | | | |
| Lancia Ypsilon:                                  | 1.0 Mild-Hybrid 1                                                                                         | 1.2 8v | 1.2 8v | 0.9 TwinAir Turbo 8v                                                                                      | 0.9 TwinAir Turbo 8v                                                                                      | 0.9 TwinAir Turbo 8v                                                                                      |
| Bauzeitraum:                                     | 03/2020–07/2024                                                                                           | 07/2011–08/2018                                                                                           | 08/2018–07/2024                                                                                           | 08/2018–12/2022                                                                                           | 07/2011–08/2018                                                                                           | 03/2020–12/2022                                                                                           |
| Motor:                                           | 3-Zylinder-Reihenmotor                                                                                    | 4-Zylinder-Reihenmotor                                                                                    | 4-Zylinder-Reihenmotor                                                                                    | 2-Zylinder-Reihenmotor                                                                                    | 2-Zylinder-Reihenmotor                                                                                    | 2-Zylinder-Reihenmotor                                                                                    |
| Motoreinbaulage:                                 | vorne quer                                                                                                | vorne quer                                                                                                | vorne quer                                                                                                | vorne quer                                                                                                | vorne quer                                                                                                | vorne quer                                                                                                |
| Ventile pro Zylinder:                            | 2 | 2 | 2 | 4 | 4 | 4 |
| Hubraum:                                         | 999 cm³                                                                                                   | 1242 cm³                                                                                                  | 1242 cm³                                                                                                  | 875 cm³                                                                                                   | 875 cm³                                                                                                   | 875 cm³                                                                                                   |
| Bohrung × Hub:                                   | | 70,8 × 78,9 mm                                                                                            | 70,8 × 78,9 mm                                                                                            | 80,5 × 86,0 mm                                                                                            | 80,5 × 86,0 mm                                                                                            | 80,5 × 86,0 mm                                                                                            |
| Leistung bei 1/min:                              | 51 kW (70 PS) bei 6000                                                                                    | 51 kW (69 PS) bei 5500                                                                                    | 51 kW (69 PS) bei 5500                                                                                    | 52 kW (70 PS) bei 5500                                                                                    | 63 kW (85 PS) bei 5500                                                                                    | 63 kW (85 PS) bei 5500                                                                                    |
| Max. Drehmoment bei 1/min:                       | 92 Nm bei 3500                                                                                            | 102 Nm bei 3000                                                                                           | 102 Nm bei 3000                                                                                           | 135 Nm bei 2500                                                                                           | 145 Nm bei 1900                                                                                           | 145 Nm bei 1900                                                                                           |
| Gemischaufbereitung:                             | Multipoint-Kraftstoffeinspritzung                                                                         | Multipoint-Kraftstoffeinspritzung                                                                         | Multipoint-Kraftstoffeinspritzung                                                                         | Multipoint-Kraftstoffeinspritzung                                                                         | Multipoint-Kraftstoffeinspritzung                                                                         | Multipoint-Kraftstoffeinspritzung                                                                         |
| Motoraufladung:                                  | – | – | – | Turbolader und Ladeluftkühler                                                                             | Turbolader und Ladeluftkühler                                                                             | Turbolader und Ladeluftkühler                                                                             |
| Ventilsteuerung:                                 | DOHC, Zahnriemen                                                                                          | DOHC, Zahnriemen                                                                                          | DOHC, Zahnriemen                                                                                          | OHC, Steuerkette, MultiAir System                                                                         | OHC, Steuerkette, MultiAir System                                                                         | OHC, Steuerkette, MultiAir System                                                                         |
| Getriebe:                                        | 6-Gang-Getriebe manuell                                                                                   | 5-Gang-Getriebe manuell                                                                                   | 5-Gang-Getriebe manuell                                                                                   | 5-Gang-Getriebe manuell (wahlweise mit 5-Gang-Automatik DFN)                                              | 5-Gang-Getriebe manuell (wahlweise mit 5-Gang-Automatik DFN)                                              | 5-Gang-Getriebe manuell                                                                                   |
| Radaufhängung vorn:                              | MacPherson-Federbeine mit Querlenkern, doppelt wirkende hydraulische Teleskopstoßdämpfer und Stabilisator | MacPherson-Federbeine mit Querlenkern, doppelt wirkende hydraulische Teleskopstoßdämpfer und Stabilisator | MacPherson-Federbeine mit Querlenkern, doppelt wirkende hydraulische Teleskopstoßdämpfer und Stabilisator | MacPherson-Federbeine mit Querlenkern, doppelt wirkende hydraulische Teleskopstoßdämpfer und Stabilisator | MacPherson-Federbeine mit Querlenkern, doppelt wirkende hydraulische Teleskopstoßdämpfer und Stabilisator | MacPherson-Federbeine mit Querlenkern, doppelt wirkende hydraulische Teleskopstoßdämpfer und Stabilisator |
| Radaufhängung hinten:                            | Verbundlenkerachse, doppelt wirkende hydraulische Teleskopstoßdämpfer, Schraubenfedern                    | Verbundlenkerachse, doppelt wirkende hydraulische Teleskopstoßdämpfer, Schraubenfedern                    | Verbundlenkerachse, doppelt wirkende hydraulische Teleskopstoßdämpfer, Schraubenfedern                    | Verbundlenkerachse, doppelt wirkende hydraulische Teleskopstoßdämpfer, Schraubenfedern                    | Verbundlenkerachse, doppelt wirkende hydraulische Teleskopstoßdämpfer, Schraubenfedern                    | Verbundlenkerachse, doppelt wirkende hydraulische Teleskopstoßdämpfer, Schraubenfedern                    |
| Lenkung:                                         | Elektrische Servolenkung Dualdrive mit zuschaltbarer City-Funktion, 9,3 m Wendekreis                      | Elektrische Servolenkung Dualdrive mit zuschaltbarer City-Funktion, 9,3 m Wendekreis                      | Elektrische Servolenkung Dualdrive mit zuschaltbarer City-Funktion, 9,3 m Wendekreis                      | Elektrische Servolenkung Dualdrive mit zuschaltbarer City-Funktion, 9,3 m Wendekreis                      | Elektrische Servolenkung Dualdrive mit zuschaltbarer City-Funktion, 9,3 m Wendekreis                      | Elektrische Servolenkung Dualdrive mit zuschaltbarer City-Funktion, 9,3 m Wendekreis                      |
| Bremsanlage vorne:                               | | Scheiben 257 mm                                                                                           | Scheiben 257 mm                                                                                           | Scheiben 257 mm (innen belüftet)                                                                          | Scheiben 257 mm (innen belüftet)                                                                          | Scheiben 257 mm (innen belüftet)                                                                          |
| Bremsanlage hinten:                              | | Trommeln 203 mm                                                                                           | Trommeln 203 mm                                                                                           | Trommeln 203 mm                                                                                           | Trommeln 203 mm                                                                                           | Trommeln 203 mm                                                                                           |
| Bereifung:                                       | 185/55 R15 oder 195/45 R16                                                                                | 185/55 R15 oder 195/45 R16                                                                                | 185/55 R15 oder 195/45 R16                                                                                | 185/55 R15 oder 195/45 R16                                                                                | 185/55 R15 oder 195/45 R16                                                                                | 185/55 R15 oder 195/45 R16                                                                                |
| Sitzplätze:                                      | 4 oder 5                                                                                                  | 4 oder 5                                                                                                  | 4 oder 5                                                                                                  | 4 oder 5                                                                                                  | 4 oder 5                                                                                                  | 4 oder 5                                                                                                  |
| Länge/Breite/Höhe:                               | 3837/1676/1518 mm                                                                                         | 3842/1676/1520 mm                                                                                         | 3837/1676/1518 mm                                                                                         | 3837/1676/1518 mm                                                                                         | 3842/1676/1520 mm                                                                                         | 3837/1676/1518 mm                                                                                         |
| Radstand:                                        | 2390 mm                                                                                                   | 2390 mm                                                                                                   | 2390 mm                                                                                                   | 2390 mm                                                                                                   | 2390 mm                                                                                                   | 2390 mm                                                                                                   |
| Leergewicht/zul. Gesamtgewicht:                  | 1055/k. A. kg                                                                                             | 965/1445 kg (1500 kg bei 5 Sitzplätzen)                                                                   | 1055/k. A. kg                                                                                             | 1165/k. A. kg                                                                                             | 975–980/1455–1460 kg (1510–1515 kg bei 5 Sitzplätzen)                                                     | 1165/k. A.                                                                                                |
| Kofferraumvolumen:                               | 245 l | 245 l | 245 l | 245 l | 245 l | 245 l |
| Tankvolumen:                                     | 40 l | 40 l | 40 l | 40 l | 40 l | 40 l |
| Kraftstoff:                                      | Super bleifrei (ROZ 95)                                                                                   | Super bleifrei (ROZ 95)                                                                                   | Super bleifrei (ROZ 95)                                                                                   | Super bleifrei (ROZ 95)                                                                                   | Super bleifrei (ROZ 95)                                                                                   | Super bleifrei (ROZ 95)                                                                                   |
| Höchstgeschwindigkeit:                           | 163 km/h                                                                                                  | 163 km/h                                                                                                  | 163 km/h                                                                                                  | 160 km/h                                                                                                  | 176 km/h                                                                                                  | 170 km/h                                                                                                  |
| Beschleunigung, 0–100 km/h:                      | 14,2 s | 14,5 s | 14,8 s | 14,4 s | 11,9 s (12,2 s bei DFN)                                                                                   | 13,0 s |
| Verbrauch (Liter/100 km) nach RL 80 / 1268 / EWG | | | | | | |
| Stadt:                                           | 4,7–4,9 l                                                                                                 | 6,4 l | 6,3–6,8 l                                                                                                 | 6,4 l | 5,0 l (4,9 l bei DFN)                                                                                     | 6,4 l |
| Überland:                                        | 3,5–43,6 l                                                                                                | 4,1 l | 4,6–4,7 l                                                                                                 | 4,9 l | 3,8 l (3,7 l bei DFN)                                                                                     | 4,9 l |
| kombiniert:                                      | 4,0–4,1 l                                                                                                 | 4,9 l | 5,3–5,4 l                                                                                                 | 5,5 l | 4,2 l (4,1 l bei DFN)                                                                                     | 5,5 l |
| CO2-Emissionen:                                  | 90–92 g/km                                                                                                | 115 g/km                                                                                                  | 119–126 g/km                                                                                              | 125 g/km                                                                                                  | 99 g/km (97 g/km bei DFN)                                                                                 | 125 g/km                                                                                                  |
| Abgasnorm:                                       | Euro 6d                                                                                                   | Euro 5 | Euro 6d-TEMP                                                                                              | Euro 6d-TEMP                                                                                              | Euro 5 | Euro 6d-TEMP                                                                                              |

| Lancia Ypsilon 846                               | |            |
| Lancia Ypsilon:                                  | 1.3 MultiJet 16v DPF                                                                                      |            |
| Bauzeitraum:                                     | 07/2011–08/2018                                                                                           |            |
| Motor:                                           | 4-Zylinder-Reihenmotor                                                                                    |            |
| Motoreinbaulage:                                 | vorne quer                                                                                                | vorne quer |
| Ventile pro Zylinder:                            | 4 |            |
| Hubraum:                                         | 1248 cm³                                                                                                  |            |
| Bohrung × Hub:                                   | 69,6 × 82,9 mm                                                                                            |            |
| Leistung bei 1/min:                              | 70 kW(95 PS) bei 4000                                                                                     |            |
| Max. Drehmoment bei 1/min:                       | 200 Nm bei 1500                                                                                           |            |
| Gemischaufbereitung:                             | Multijet-Direkteinspritzung vom Typ „Common-Rail“ mit Turbolader und Ladeluftkühler                       |            |
| Ventilsteuerung:                                 | DOHC, Steuerkette                                                                                         |            |
| Getriebe:                                        | 5-Gang-Getriebe manuell                                                                                   |            |
| Radaufhängung vorn:                              | MacPherson-Federbeine mit Querlenkern, doppelt wirkende hydraulische Teleskopstoßdämpfer und Stabilisator |            |
| Radaufhängung hinten:                            | Verbundlenkerachse, doppelt wirkende hydraulische Teleskopstoßdämpfer, Schraubenfedern                    |            |
| Lenkung:                                         | Elektrische Servolenkung Dualdrive mit zuschaltbarer City-Funktion, 9,3 m Wendekreis                      |            |
| Bremsanlage vorne:                               | Scheiben 284 mm (innen belüftet)                                                                          |            |
| Bremsanlage hinten:                              | Trommeln 203 mm                                                                                           |            |
| Bereifung:                                       | 185/55 R15 oder 195/45 R16                                                                                |            |
| Sitzplätze:                                      | 4 oder 5                                                                                                  |            |
| Länge/Breite/Höhe:                               | 3842/1676/1520 mm                                                                                         |            |
| Radstand:                                        | 2390 mm                                                                                                   |            |
| Leergewicht/zul. Gesamtgewicht:                  | 1050/1530 kg (1585 kg bei 5 Sitzplätzen)                                                                  |            |
| Kofferraumvolumen:                               | 245 l |            |
| Tankvolumen:                                     | 40 l |            |
| Kraftstoff:                                      | Diesel |            |
| Höchstgeschwindigkeit:                           | 183 km/h                                                                                                  |            |
| Beschleunigung, 0–100 km/h:                      | 11,4 s |            |
| Verbrauch (Liter/100 km) nach RL 80 / 1268 / EWG | |            |
| Stadt:                                           | 4,7 l |            |
| Überland:                                        | 3,2 l |            |
| kombiniert:                                      | 3,8 l |            |
| CO2-Emissionen:                                  | 99 g/km                                                                                                   |            |
| Abgasnorm:                                       | Euro 5 |            |